# 色提卜阿勒氐
色提卜阿勒氐（—1788年），一譯色提巴爾第，中國新疆烏什人，清代回部大臣，歷任英吉沙爾、阿克蘇、喀什噶爾（今喀什市）、葉爾羌（今莎車縣）之阿奇木伯克，封烏什回部貝子品級輔國公。
色提卜阿勒氐家族原為拜城（今阿克蘇地區拜城縣）的阿奇木伯克。早年與其弟阿克伯克被準噶爾部策妄阿拉布坦囚禁於伊犁。乾隆二十年（1755年），清兵平定伊犁，色提卜阿勒氐向定北將軍班第投誠。不久阿睦爾撒納反叛，色提卜阿勒氐奔赴巴里坤的清軍大營，在軍中效力。乾隆二十二年（1757年），定邊右副將軍兆惠派色提卜阿勒氐隨副都統阿敏道南下招撫庫車。阿敏道被庫車守將呼岱巴爾氐誘執。色提卜阿勒氐逃歸，一路上與準噶爾叛軍交戰。鄂壘扎拉圖之戰後，色提卜阿勒氐隨兆惠撤回巴里坤。
乾隆二十三年（1758年）四月，色提卜阿勒氐請從靖逆將軍雅爾哈善征討大小和卓，被授予三品總管之職。清兵連下阿克蘇、烏什後，色提卜阿勒氐隨定邊將軍兆惠進兵葉爾羌，被圍困於黑水營。二十四年（1759年）初，定邊右副將軍富德破黑水之圍，色提卜阿勒氐隨兆惠返回阿克蘇。六月，兆惠進兵喀什噶爾，以色提卜阿勒氐為嚮導。大小和卓西逃後，色提卜阿勒氐駐守英吉沙爾（今喀什地區英吉沙縣），負責接濟軍糧，詔受英吉沙爾阿奇木伯克。次年（1759年），調任阿克蘇阿奇木伯克。時喀什噶爾伯克邁喇木呢雅斯叛亂，色提卜阿勒氐偕同綠營提督楊寧前往伯什克勒木、牌租阿巴特（今伽師縣）剿賊，因功授散秩大臣，賜二品頂戴。二十六年（1761年），色提卜阿勒氐到阿克蘇就職。二十八年（1763年），晉為公品級。二十九年，赴京師覲見乾隆皇帝，晉封輔國公，賜貂裘。
乾隆三十年（1765年），烏什之亂爆發，此時色提卜阿勒氐從北京返回，行至甘肅肅州（今酒泉市）時得知烏什叛亂，日夜兼程七天趕到烏什。此時伊犁將軍明瑞已率大軍至，遂遣色提卜阿勒氐返回阿克蘇辦理後勤事宜，運送糧餉、火藥、鉛丸。叛亂平定後，朝廷令在烏什修築新城，移駐阿克蘇兵，令色提卜阿勒氐監督工程。三十二年（1767年）烏什新城竣工，乾隆皇帝賜名孚遠城，賞色提卜阿勒氐雙眼孔雀翎。三十五年（1770年），色提卜阿勒氐來京，命乾清門行走。三十八年，辦理舊土爾扈特部渥巴錫部落遷至珠勒都斯河遊牧事務。四十年（1775年），噶岱默特染傷寒病故，色提卜阿勒氐調任喀什噶爾阿奇木伯克。
乾隆四十三年（1778年），因葉爾羌伯克鄂對病逝，色提卜阿勒氐調任葉爾羌阿奇木伯克。到任後，色提卜阿勒氐得知葉爾羌辦事大臣高樸與前阿奇木伯克鄂對串通，私自開採密爾岱山玉石，賣給蘇州商民等種種不法之事。於是向新任烏什參贊大臣永貴告發。朝廷以色提卜阿勒氐能據實控告，晉封貝子品級，同時停止密爾岱山採玉。四十五年，赴承德避暑山庄朝覲。五十三年（1788年），詔色提卜阿勒氐爵位世襲罔替。十二月，色提卜阿勒氐病逝於葉爾羌。朝廷撥付五百兩白銀治喪。其長子邁默特阿卜都拉襲貝子品級輔國公爵位，任阿克蘇阿奇木伯克。